# Euselasia chinguala
Euselasia chinguala is een vlindersoort uit de familie van de prachtvlinders (Riodinidae), onderfamilie Euselasiinae.
Euselasia chinguala werd in 1995 beschreven door Hall, J & Willmott.